# میگان بنفیتو
میگان بنفیتو (انگلیسی: Meaghan Benfeito؛ زادهٔ ۲ مارس ۱۹۸۹) یک شیرجه‌رو اهل کانادا است.
وی در مسابقات کشوری و بین‌المللی در مجموع برندهٔ ۳ مدال طلا، ۴ مدال نقره، ۸ مدال برنز شده‌است.